# فوجيمي شوبو
فوجيمي شوبو (باليابانية : 富士見書房) عرفت سابقاً باسم فوجيمي شوبو كو., إل تي دي. (باليابانية : 株式会社富士見書房 تٌنطق باليابانية : فوجيمي شوبو كابوشيكي غايشا) هي عبارة عن شركة نشر يابانية مختصة في مجال نشر الروايات الخفيفة، المانغا، ألعاب تقمص الأدوار وألعاب الأوراق أنشأت عام 1972 م تم إعادة هيكلة الشركة وتنظيمها ثلاث مرات بحيث أصبحت علامة تجارية تابعة لمجموعة شركات كادوكاوا تحت علامة كادوكاوا فيوتشر بابليشينج وتم إيقاف الشركة عن العمل في 2013. وعادت في 2014 للعمل ولكن أُغلقت بشكل نهائي في 2015

## المجلات المنشورة
مجلات الروايات الخفيفة
- فانتازيا باتل رويال
- مجلة دراجون (فوجيمي شوبو)

مجلات المانجا
- دراجون أيج الشهرية
- دراجون إيج بيورم

## العلامات التجارية
النشيط
- كتاب فوجيمي دراجون (ألعاب لعب الأدوار)
- فوجيمي فانتازيا بونكو (روايات خفيفة)
- فوجيمي ميستري بونكو (روايات خفيفة غامضة)
- فوجيمي إل بونكو

فتعتبر البصمة الأخيرة هي مجلة رواية ترفيهية تستهدف الإناث البالغات (و لكنها لا تحتوي على محتوى للبالغين)، وتحتوي على أعمال خيالية، قوطية، فانتازيا، غموض... إلخ والقصص لا تلتزم بالأدب وأُطّر الرواية الخفيفة. والحرف «إل» في اسم العلامة التجارية يشير للحرف الأول لكل من «الأدب» بالإنجليزية "Literature" و «الرواية الخفيفة» بالإنجليزية "Light Novel".
- روايات فوجيمي شوبو

بصمة رواية خفيفة تنشر أعمالًا على شبكة الإنترنت من موقع المساهمة الجديد " Shōsetsuka ni Narō " (小説家 に な ろ う) بتنسيق تانكوبون. كانت التسمية تستهدف جمهور الذكور.
- كتب كادوكاوا

بصمة رواية خفيفة تركز على نشر أعمال رواية على شبكة الإنترنت في شكل ورقي مع إضافة رسوم توضيحية لها. كما تنشر تعديلات رواية خفيفة للألعاب. يتم نشر أعمال الخيال الترفيهي، وخاصة روايات الويب من مواقع المحتوى التي أنشأها المستخدمون مثل "Shōsetsuka ni Narō" (小説家 に な ろ う). التسمية تستهدف الجمهور من الذكور.
متوقفة
- أونيروكو دان بونكو
- فوجيمي بيشوجو بونكو
- فوجيمي بونكو
- فوجيمي دراجون بونكو
- Fujimi Jidaishōsetsu Bunko
- فوجيمي رومان بونكو
- أسلوب- أف

## ألعاب لعب الدور
- أريانرود آر بي جي
- شيطان الطفيل
- GURPS (مترجم)
- Sword World RPG
- Sword World 2.0.2 تحديث

## ألعاب الورق القابلة للتحصيل
- كل النجوم التنين
- مجموعة الوحش
- ثورة المشروع

## روابط خارجية
- الموقع الرسمي لفوجيمي شوبو نسخة محفوظة 9 نوفمبر 2012 على موقع واي باك مشين. (باليابانية)
- فوجيمي شوبو  في شبكة أخبار الأنمي